# Erik Hagbergh
Carl Erik Hagbergh, född 11 juni 1900 i Stockholm, död där 8 februari 1988, var en svensk jurist.
Hagbergh avlade juris kandidatexamen vid Stockholms högskola 1923. Han utnämndes till assessor i Svea hovrätt 1934, hovrättsråd i Hovrätten för Övre Norrland 1937 och revisionssekreterare 1940. Hagbergh var justitieråd 1951–1967 och ledamot av lagrådet i två omgångar 1956–1958 och 1964–1965. Han hade också uppdrag som sekreterare och ordförande i flera statliga utredningar. Hagbergh var ordförande i Sveriges allmänna sjöfartsförening 1962–1978 och i Sällskapet Pro Patria 1964–1983. Han blev riddare av Nordstjärneorden 1940, kommendör av andra klassen av samma orden 1949, kommendör av första klassen 1954 och kommendör med stora korset 1961. Hagberg är begraven på Norra begravningsplatsen utanför Stockholm.